# Perdita pusillissima
Perdita pusillissima är en biart som beskrevs av Timberlake 1977. Perdita pusillissima ingår i släktet Perdita och familjen grävbin. Inga underarter finns listade i Catalogue of Life.